# جيرسي (فلم)
جيرسي (بالإنجليزية: Jersey) هو فيلم دراما رياضي تم إنتاجه في الهند باللغة التيلوغوية وصدر في سنة 2019. الفيلم من سيناريو وإخراج جوتام تينانوري من بطولة الممثل ناني والممثلة شرادا سريناث. الموسيقى التصويرية كانت من تأليف أنايرود رافيتشاندر. بدأ التصوير الرئيسي للفيلم في 18 أكتوبر 2018 وتم إصدار الفيلم في 19 أبريل 2019.

## القصة
في عام 2019 في مدينة نيويورك، يشتري شاب كتابًا بعنوان "جيرسي" من مكتبة، لكنه يعطِيه لامرأة دخلت لشراء نفس الكتاب. عندما تسأل المرأة عن سبب إعطائه لها الكتاب، يجيب الشاب بأن الكتاب يتعلق بحياة والده، "أرجون". يتلقى الشاب مكالمة هاتفية من امرأة تخبره بأن مجلس السيطرة على الكريكيت في الهند (BCCI) قرر تكريم والده في حدث عام.
في الحدث، أمام حشد كبير من الناس، بما فيهم والدته وأصدقاء والده، ومسؤولي الـ BCCI، ولاعبين سابقين في الكريكيت، يتحدث الشاب ناني عن سيرة حياة والده بعد أن تسلم قميص منتخب الهند لكرة الكريكيت الذي يحمل اسم والده أرجون.
في عام 1986 في حيدر آباد، كان أرجون لاعب كريكيت موهوب في دوري رانجي (دوري الدرجة الأولى) وكان يحب سارة. قرر أرجون ترك الكريكيت بعد أن تم رفضه مرارًا للانضمام إلى منتخب الهند بسبب سياسات الاختيار. تم تعيينه في وظيفة حكومية بموجب الحصة الرياضية، لكنه فقد وظيفته بعد اتهامه بالرشوة. بعد 10 سنوات في عام 1996، أصبح أرجون في السادسة والثلاثين من عمره عاطلًا عن العمل ويتعرض لانتقادات دائمة من زوجته سارة لعدم استشارته محاميًا لاستعادة وظيفته رغم براءته. وكان لديهما ابن صغير، ناني، يلعب في فريق مدرسته للكريكيت، ويطلب أرجون من والده قميص منتخب الهند. يعلم أرجون أن القميص يكلف 500 روبية، ورغم أنه لا يملك المال، يعد ابنه بأنه سيشتريه له في عيد ميلاده. في النهاية، استشار أرجون محاميًا بشأن فقدانه لوظيفته، لكنه علم أنه لا يستطيع استعادتها إلا إذا دفع أتعاب المحامي. لم يجد أرجون خيارًا آخر سوى طلب المال من أصدقائه لشراء القميص، لكنه لم ينجح في ذلك.
اقترب منه مدربه السابق مرثي وطلب منه أن يلعب في مباراة خيرية بين فريق حيدر آباد وفريق نيوزيلندا. وعده بدفع أجر 1000 روبية مقابل المباراة، وبناءً على أدائه، فرصة للعمل كمساعد مدرب. لعب أرجون المباراة وقدم أداءً رائعًا، لكنه فشل في تحقيق الفوز. بعد المباراة، اكتشف أنه لا يوجد أجر لأنه كانت مباراة خيرية. كانت الصحفية راميا موجودة في المباراة وصوَّرت أداء أرجون. عندما كان ناني يلح على والده من أجل القميص في طريق العودة من المباراة، ضربه أرجون في لحظة من الإحباط.
بعد أن أدرك عمق حب ابنه له، قرر أرجون العودة إلى الكريكيت. تفاجأ مرثي في البداية، لكنه أيده لاحقًا. ذهب أرجون إلى اختبارات فريق حيدر آباد لانتقاء لاعبي دوري رانجي، وتم رفضه من قبل مدرب فريق كارناتاكا بسبب عمره. في النهاية، دفع مقال كتبته راميا المدرب أتل إلى منح أرجون فرصة. بناءً على أداء رائع كلاعب ضارب، تم اختياره للعب في فريق رانجي، رغم عمره المتقدم. بدأ أرجون في تمثيل الفريق وأدى بشكل رائع في المباريات. ورغم نجاحه، كانت سارة غير سعيدة وتريد منه التوقف عن لعب الكريكيت والعودة إلى عمله الروتيني كمفتش غذائي. رأى والد سارة المنفصل عنها أدائها في المباراة وقرر دفع 50,000 روبية لتسديد أتعاب المحامي لاستعادة وظيفة أرجون. أخبر أرجون سارة بأنه كان دائمًا يُقال له أنه لا يستطيع فعل شيء، لكنه الآن اكتشف هدفه الحقيقي، معبرًا عن خوفه وغضبه بعد سماع شكوكها فيه.
في نهاية نصف النهائي، شعر أرجون بألم في صدره، لكنه أصر على اللعب حتى النهاية، مما أدى إلى فوز فريقه. بعد المباراة، نصحه طبيبه بأن يجري عدة فحوصات طبية، لكن سارة أخبرتهما أنهما لا يملكان المال الكافي. فكر أرجون في الاعتزال، لكنه سأل ناني إذا كان يجب عليه اللعب أم لا، فشجعه ابنه على الاستمرار. في النهائي، وعندما كان فريق حيدر آباد في وضع صعب، قاد أرجون الفريق إلى الفوز بمفرده، لكنه انهار بعد المباراة.
في عام 2019، دُعي ناني البالغ من العمر الآن إلى حفل تكريم والده أرجون في فندق. الكتاب الذي كتب عن حياة أرجون كان من تأليف الصحفية راميا التي تابعت رحلة أرجون المستحيلة عندما حدثت. حصل ناني على هدية، قميص منتخب الهند الذي حصل عليه والده من الـ BCCI بعد أن تم اختياره للمنتخب بناءً على أدائه في ذلك العام. يتحدث ناني عن عاطفة في نفسه قائلاً أنه طلب هذا القميص من والده منذ 23 عامًا، وأن حبه كان نقيًا لدرجة أن والده وفى بوعده بعد كل هذه السنوات. يكشف ناني أن أرجون توفي في المستشفى بسبب فشل في القلب بعد يومين من نهائي رانجي.
يتعلم ناني من الطبيب الخاص بأرجون خلال محادثة خاصة في الحفل أنه كان يعاني من مرض قلبي يسمى "الرجفان" (Arrhythmia)، مما يسبب ضربات قلب غير منتظمة. وكان أرجون قد علم بهذا المرض عندما كان في السادسة والعشرين من عمره، وكان السبب الحقيقي وراء اعتزاله الكريكيت، لكنه لم يخبر أحدًا بذلك، بما في ذلك زوجته. يكشف ناني أن أرجون كان مقاتلًا حقيقيًا، قاتل رغم معرفته بالعواقب، مما يتناقض مع ما قاله منتقدوه الذين وصفوه بالشخص الذي فشل بسبب حلمه، في الواقع كان يحقق حلم ابنه في رؤية والده لاعب كريكيت رغم علمه بأن موته سيكون وشيكًا. يعطي ناني رسالة مفادها "ليس هناك وقت متأخر لتحقيق الأحلام".

## الموضوعات والتحليل
في مقابلة مع The Indian Express، صرح المخرج تينانوري عن خط القصة في الفيلم الذي يتناول فكرة "الازهار المتأخر"، الذين يرغبون في الطموح في مجال الرياضة، لكنهم يواجهون صعوبات في القيام بذلك. وأضاف: "القصة الأساسية تدور حول مفهوم الازهار المتأخر. بعض الناس يتبعون أحلامهم فقط بعد مرحلة معينة من العمر، ومع ذلك يحققون النجاح. هؤلاء يُعرفون بالإزهار المتأخر. لدينا العديد من الأمثلة وقصص النجاح في مختلف المجالات. لكن، في حالة الرياضة، يكون من الصعب تطبيق مفهوم الازهار المتأخر. لأن مجال الرياضة يتطلب اللياقة البدنية. بعد عمر معين، يصبح من الصعب التنافس في أي رياضة. وبالمثل، جيرسي هي قصة رجل مستقر في حياته مع زوجته وطفله، ولكنه يطمح لأن يصبح لاعب كريكيت هندي. القصة تتضمن أيضًا الأسباب التي دفعت لهذا الحلم وما الذي فعله لتحقيقه خلال هذه العملية."
بينما ادعى البعض أن الفيلم مستوحى من حياة رومان لامبا، أكد كل من ناني والمخرج تينانوري أن القصة هي قصة خيالية.

## الإنتاج

### التطوير
في يونيو 2018، تم الإعلان عن توقيع ناني على فيلمه الثالث والعشرين مع غاوتام تينانوري، الذي بدأ مسيرته مع فيلم ملي رافا (2018)، وقد تم الإعلان الرسمي عن الفيلم في الموسم الثاني من برنامج بيغ بوس تيلوغو الذي بدأ في 10 يونيو 2018. تم إصدار ملصق أولي في 15 يونيو 2018، يكشف عن عنوان الفيلم جيرسي. كان الملصق يتضمن قميص كريكيت يحمل اسم "أرجون"، وهو لاعب كريكيت يعاني من الصعوبات في سن الـ36، الذي يلعبه ناني في الدور الرئيسي. تم تحديد أحداث الفيلم في فترتين: 1986 و1996. وأشار المخرج غاوتام تينانوري إلى أن الفيلم ليس مستوحى من حياة لاعب الكريكيت الراحل رومان لامبا.
بدأ العمل على مرحلة ما قبل الإنتاج مباشرة بعد الإعلان عن الفيلم، وقرر صناع الفيلم بدء التصوير في سبتمبر 2018 بعد الانتهاء من تحديد الطاقم والممثلين. بينما خضع ناني لتدريب خاص في الكريكيت لمدة ثلاث ساعات ونصف يومياً ليتناسب مع شخصيته في الفيلم. بعد نجاح موسم بيغ بوس الثاني، قرر ناني زيادة أجره من 4 كرور إلى 6 كرور روبية. ومع ذلك، وقع ناني على الفيلم بدون مقابل مادي ووافق على تقاسم الأرباح بسبب قيود الميزانية الكبيرة للفيلم.

#### اختيار الممثلين
أعلن أنيرود رافيتشاندر أنه سيتولى تأليف الموسيقى للمشروع، وهو فيلمه الثاني في التيلوجو بعد أجنيا ثافاسي. شملت الطاقم الفني أيضاً سانوجون فارغيز، ونافين نولي، وأفيناش كولا كمدير تصوير، ومحرر، ومدير فني على التوالي. في البداية، تم التعاقد مع ريبا مونيكا جون وكاشميرا بارديشي للأدوار النسائية الرئيسية في الفيلم. لاحقاً، تم التعاقد مع شردا سريناث لتلعب دور البطولة أمام ناني. قالت شردا إن سيناريو الفيلم المعتمد على الرياضة يتناول "العواطف والعلاقات". تم توقيع هاريش كاليان، ساتياراج، وسامباث راج لأدوار بارزة أخرى. في حين تم الإبلاغ عن أن آدا شارما ستظهر في أغنية خاصة في الفيلم، لكن تم دحض ذلك باعتباره شائعات غير صحيحة، حيث لم تؤكد الممثلة ظهورها.

##### التصوير
تم إطلاق الفيلم في 17 أكتوبر 2018 بحضور أعضاء الطاقم، بينما حضر تريفيكرام سرينيواس الحفل كضيف شرف. بدأ التصوير الفعلي في اليوم التالي، وتم في عدة أماكن في مدينة حيدر آباد. تم الكشف عن أن 250 من أعضاء الطاقم والممثلين شاركوا في صناعة الفيلم. تم تصوير المباراة الرئيسية للكريكيت التي تحدث في الفيلم خلال 24 يومًا على ملعبين دوليين وخمسة ملاعب كريكيت محلية. تم أيضًا الاستعانة بـ 130 لاعب كريكيت محترف للمشاركة كإضافات في هذه المشاهد، وكان من بينهم 18 لاعبًا جاءوا من إنجلترا. تم الكشف عن أن التصوير تم الانتهاء منه في مارس 2019. بعد الإصدار، صرح المخرج أنه تم تصوير نهايتين للفيلم، ولكن لم يتم تعديل مشهد النهاية بعد أن نفي ناني الشائعات حول الفيلم.

## الموسيقى التصويرية
تم تأليف الموسيقى التصويرية والفاصل الزمني للفيلم بواسطة أنيرود رافيتشاندر، الذي كان هذا الفيلم مشروعه الثاني في التيلوجو بعد أجنيا ثافاسي (2018). الألبوم الذي يحتوي على خمس مقاطع موسيقية كان من كلمات كريشنا كانث؛ تم إصدار أربعة من المقاطع كأغانٍ فردية قبل إصدار الألبوم في 17 أبريل 2019. لاحقًا، تم إصدار اثنين من المقاطع كأغانٍ إضافية بعد إصدار الفيلم – أول مقطع "آرامبامي لي" تم الكشف عنه في 24 أبريل، وتم إصدار مقطع آخر بعنوان "نوفاديجيناده" مع الموسيقى التصويرية الأصلية في 13 مايو 2019.

## قائمة الممثلين
- ناني في دور أرجون جي.
- شردا سريناث في دور سارة فرنانديز، زوجة أرجون.
- سامباث راج في دور رامابا غاودا، مدرب كارناتاكا.
- روني كامرا في دور ناني، ابن أرجون.
- هاريش كاليان في دور ناني البالغ، في ظهور خاص (الصوت المدبلج بواسطة ناني).
- ساتياراج في دور المدرب مرثي.
- فيسوانت دودومبودي في دور ناندان "ناندو" ريدي.
- سانوشا في دور الصحفية راميا، صديقة ناندو.
- أناندراج في دور شيفارامان، مدرب تاميل نادو.
- شيشير شارما في دور أتول، مدرب مومباي.
- برافين في دور راجيش، صديق أرجون.
- جايابراكا في دور رئيس مجلس إدارة الـ BCCI.
- آودوكلام نارين في دور رئيس الوزراء.
- راو راميش في دور محامي.
- فينيلا كيشور في دور مخرج.
- برهمجي في دور ممثل طموح.
- سانجي سوارووب في دور بول، والد سارة.
- المقدم سوما في دور بادهو.
- آرون بليكلي في دور قائد فريق نيوزيلندا.
- ماثيو جاكسون في دور لاعب كريكيت نيوزيلندي.
- فين هولبرت في دور لاعب كريكيت نيوزيلندي.
- فيليب مورغاترويد في دور لاعب كريكيت نيوزيلندي.[27]

## وصلات خارجية
- مقالات تستعمل روابط فنية بلا صلة مع ويكي بيانات
- جيرسي  في قاعدة بيانات الأفلام على الإنترنت (بالإنجليزية)